# Hemeroblemma nucalis
Hemeroblemma nucalis là một loài bướm đêm trong họ Erebidae.